# North Shropshire (circonscription britannique)
Circonscription parlementaire de la Chambre des communes
La circonscription de North Shropshire est une circonscription électorale anglaise située dans le Shropshire et représentée à la Chambre des communes du Parlement britannique.

## Géographie
La circonscription comprend :
- Les villes de Wem, Whitchurch, Ellesmere, Oswestry et Market Drayton
- Les villages et paroisses civiles de Nantmawr, Trefonen, Woolston, Kinnerley, Ruyton-XI-Towns, Wykey, Yeaton, Hordley, Welshampton, Hengoed, Hollinwood, Hinstock, Ightfield, Adderley, Petton, Calverhall, Norton in Hales, Broughall, Alkington, Prees, Welsh End, Cockshutt, Myddle, Bagley, Baschurch, Loppington, English Frankton, Yorkton, Clive, Harmer Hill et Hadnall

## Députés
Les Members of Parliament (MPs) de la circonscription sont :
La circonscription apparue en 1832 et fut représentée entre autres par Rowland Hill (1832-1843), Edward Herbert (1843-1848) et Adelbert Brownlow-Cust (1866-1867).
La circonscription a été acquise aux conservateurs de 1832 à 2021.
Depuis 1983
| Législature                                  | Années    | Député        | Député       | Parti               |
| -------------------------------------------- | --------- | ------------- | ------------ | ------------------- |
| North Shropshire issue de Oswestry et Wrekin |           |               |              |                     |
| 49e                                          | 1983–1987 |               | John Biffen  | Conservateur        |
| 50e                                          | 1987–1992 |               | John Biffen  | Conservateur        |
| 51e                                          | 1992–1997 |               | John Biffen  | Conservateur        |
| 52e                                          | 1997–2001 | Owen Paterson |              | Conservateur        |
| 53e                                          | 2001–2005 | Owen Paterson |              | Conservateur        |
| 54e                                          | 2005–2010 | Owen Paterson |              | Conservateur        |
| 55e                                          | 2010–2015 | Owen Paterson |              | Conservateur        |
| 56e                                          | 2015–2017 | Owen Paterson |              | Conservateur        |
| 57e                                          | 2017–2019 | Owen Paterson |              | Conservateur        |
| 58e                                          | 2019–2021 | Owen Paterson |              | Conservateur        |
| 58e                                          | 2021 –    |               | Helen Morgan | Libéraux démocrates |

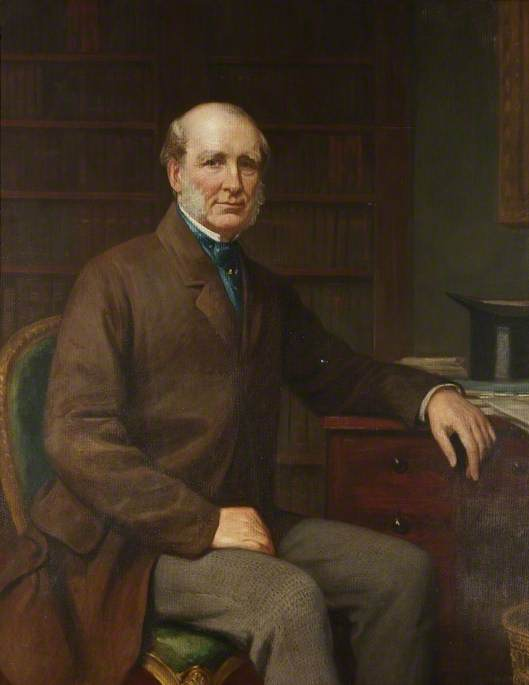
Rowland Hill (1832-1843), par Eden Upton Eddis
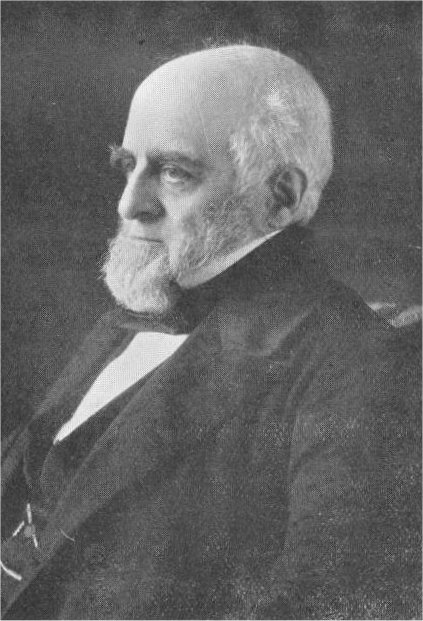
Edward Herbert (1843-1848)
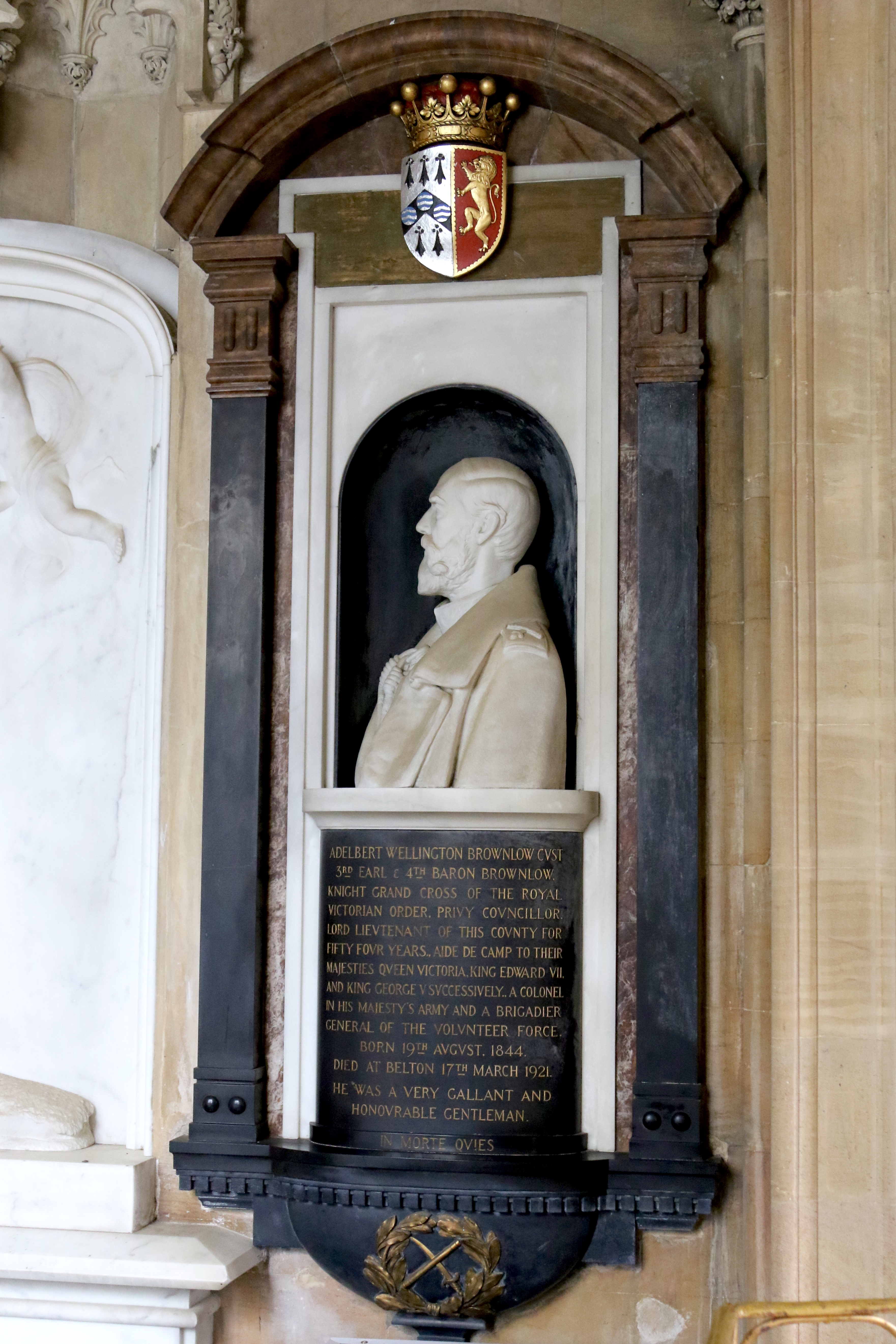
Adelbert Brownlow-Cust (1866-1867)
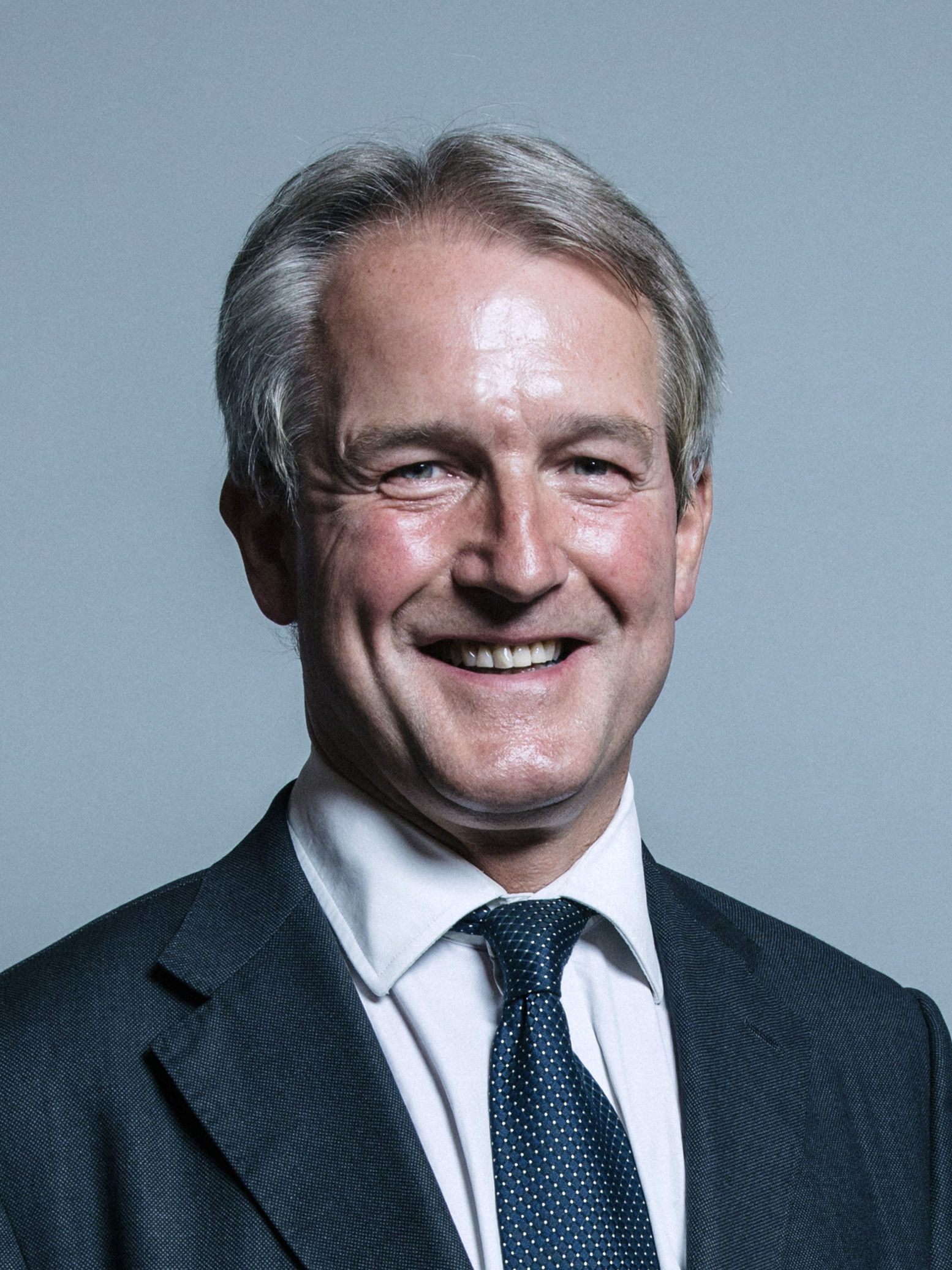
Owen Paterson (1997-2021)